# Coast to Coast AM
 (avril 2017).
Si vous disposez d'ouvrages ou d'articles de référence ou si vous connaissez des sites web de qualité traitant du thème abordé ici, merci de compléter l'article en donnant les références utiles à sa vérifiabilité et en les liant à la section « Notes et références ».
 (avril 2024).
Le contenu est difficilement compréhensible vu les erreurs de traduction, qui sont peut-être dues à l'utilisation d'un logiciel de traduction automatique.
Coast to Coast AM est une émission de radio de type talk-show de fin de soirée aux États-Unis qui traite d'une variété de sujets, mais le plus souvent ceux qui ont trait, soit aux phénomènes paranormaux, soit à des complots.
Créée en 1984 par Art Bell, l'émission est diffusée sept soirs par semaine de 22 heures à 2 heures heure du Pacifique, et distribuée par Premiere Radio Networks. Bell est l'animateur original de l'émission mais George Noory prend la relève en 2003. Bell revient comme animateur à temps partiel par la suite, jusqu'à 2010. Depuis Noory en est l'animateur permanent, et George Knapp est aussi l'hôte certains soirs.

## Format et sujets
Coast to Coast AM couvre des sujets inhabituels, et plein d'histoires personnelles racontées par les appelants.
Bien que le contenu des programmes varie, la plupart des nuits sont axées vers le paranormal et des sujets tels que l'occultisme, la vision à distance, les hantises, les ombres, les prédictions psychiques, la métaphysique, les théories du complot, les ovnis, les crop circles, la cryptozoologie, la théories de la terre creuse et la littérature de science-fiction, entre autres thèmes, paranormal et insolite.
Depuis les attaques terroristes menées aux États-Unis le 11 septembre 2001, les événements de cette journée (ainsi que les théories du complot autour d'eux) et la stratégie antiterroriste américaine sont devenus aussi des thèmes fréquents. George Noory (en) s'intéressait également aux prédictions pour décembre 2012.
Après que la chanson thème est jouée (The Chase de Giorgio Moroder du film Midnight Express), l'émission commence généralement avec une lecture des événements d'actualité ou des histoires nouvelles par l'invité, habituellement avec au moins une histoire bizarre ou étrange.
C'est généralement suivi d'une interview de l'invité pour le reste de la première heure (avec les lignes téléphoniques ouvertes s'il y a assez de temps), puis une plus longue entrevue de trois heures avec un second invité. Pour la dernière heure de l'émission, les gens appellent pour poser des questions au second invité.
Quelquefois, George Noory casse le format et fait la plus longue interview de l'invité en premier remplissant les trois premières heures de l'émission. Dans ce format, la première interview commence après la lecture des nouvelles, jusqu'à la première pause. Dans ce format, la dernière heure est parfois consacrée à un invité avec un sujet plus court ou, le plus souvent, est simplement une heure de lignes ouvertes.
Occasionnellement, des tables rondes sont organisées sur un des thèmes communs de l'émission.
Des thèmes classiques sont parfois discutés, avec des interviews avec des auteurs remarquables et parfois des discussions politiques.
En de rares occasions, les animateurs coupent court à l'interview lorsqu'il est devenu évident que l'invité est malhonnête, contraire à l'éthique, inintelligible, abusif, ou condescendant. Lorsque cela se produit, le reste de l'émission est rempli de libre antenne. Les invités dont les interviews tournent court à cause d'une mauvaise connexion téléphonique par exemple, ou par indisponibilité de dernière minute, sont généralement réinvités à une date ultérieure.
Quelques invités ont été contestés. Toutefois, la tonalité générale du spectacle est généralement de la sympathie envers le paranormal et points de vue sociaux, et en dehors des tables rondes et des débats annoncés, les invités sont généralement libres d'exprimer leurs opinions sans opposition.
En 2008, George Noory établit une élaboration de la politique de l'émission en respectant les opinions controversées de invités réguliers. Il a expliqué que, pourvu qu'il n'y avait aucun élément d'hostilité à l'égard de tiers, il était de la politique du programme de permettre l'expression de l'opinion incontestée.[pas clair] Il a donné comme exemple l'affirmation de Richard Hoagland selon laquelle des caractéristiques sur Mars sont artificielles, construites par une civilisation qui a jadis habité la planète.
Noory admet que cette opinion n'a aucun soutien dans la communauté des sciences planétaires, mais dit que C2C existe en partie pour fournir un forum pour de telles idées excentriques.
Il a ajouté que, puisque les invités ne sont jamais payés, il est inévitable que la promotion de livres, de vidéos et de sites web soit souvent une motivation pour eux, à sacrifier une nuit de sommeil.
Pendant les heures de «lignes ouvertes», les appels sont pris et mis à l'antenne.
Sous George Noory, les lignes ouvertes ont ajouté des thèmes pour qu'appelants à partagent leurs expériences ou des histoires sur un sujet ou une situation particuliers.[pas clair] 
L'émission a plusieurs ligne d'appels pour :
1. « Est des Rocheuses »
2. « Ouest des Rocheuses »
3. « Premiers appelants »
4. « Appelant International »
5. "wild card" ligne

En 2007, George Noory a ajouté une ligne "spéciale", qui est une ligne dédiée, avec différents sujets, tels que les "gens qui sont extra terrestres", "Voyageur temporel", "personnes de la Zone 51", etc. Ils sont tous annoncés au début de chaque émission par Dick Ervasti.
Lors d'occasions spéciales, Coast to Coast AM ouvre des lignes supplémentaires, y compris celles qui sont réservées pour les appelants spéciaux "à thème", par exemple ceux qui prétendent être d'autres dimensions, périodes de temps, et ceux possédés par les esprits.
L'émission d'Halloween de Coast to Coast AM devient Ghost to Ghost AM, où les auditeurs appellent avec leurs histoires de fantômes. Le New Year's Eve Show encourage les auditeurs appelant à faire leurs prédictions pour l'année à venir, et l'animateur (habituellement Art Bell) note les prévisions faites un an plus tôt. Ces dernières années, l'animateur de New Year's Eve met en garde ceux qui appellent la libre antenne de ne pas prédire l'assassinat de toute personne ou la mort du président américain.

## Animateurs
En date de janvier 2017, George Noory anime l'émission les jours de semaine, et le premier dimanche de chaque mois ; George Knapp les autres dimanches.

### Anciens animateurs
Mike Siegel a animé l'émission d'avril 2000 à février 2001. Il était devenu un remplaçant fréquent d'Art Bell à la fin 1999, et lorsque Bell a annoncé sa retraite au début 2000, il a recommandé Siegel pour lui succéder. Siegel a maintenu le format de l'émission créée par Art Bell, mais son style personnel était très différent, et l'émission est devenue moins populaire. Au début de 2001, Bell a décidé de revenir, et Siegel a quitté l'émission. Siegel animait l'émission à partir de Seattle, Washington, où il vivait.
Autres animateurs : Hilly Rose, Barbara Simpson, Whitley Strieber et (sur une base tournante) Rollye James.

## Zone de diffusion
Coast to Coast AM est diffusé par plus de 500 sociétés aux États-Unis, ainsi que par de nombreuses sociétés canadiennes, dont plusieurs la diffusent en streaming sur le site Web de leur station.

## Invités connus
Bell a mérité les éloges de ceux qui déclarent que le paranormal mérite une discussion mature dans les médias ainsi que l'approbation de ceux qui sont simplement amusés par le défilé nocturne de sujets bizarres et typiquement marginaux. Ed Dames, Richard C. Hoagland, Terence McKenna, David Wilcock, Dannion Brinkley, David John Oates, et Robert Bigelow étaient tous des invités réguliers. Certains des invités réguliers de Bell continuent d'apparaître sur Coast to Coast AM maintenant animé par George Noory.
Les propres intérêts de Bell, cependant, s'étendaient au-delà du paranormal. Il a interviewé les chanteurs Crystal Gayle, Willie Nelson, Merle Haggard, Eric Burdon et Gordon Lightfoot, le comédien George Carlin, l'écrivain Dean Koontz, hard science fiction écrivain Greg Bear, X-Files scénariste/créateur Chris Carter, animateur de télévision Regis Philbin, Star Trek acteur Leonard Nimoy, acteur Dan Aykroyd, ancien pilote de la Luftwaffe Bruno Stolle, actrice Jane Seymour, actrice Ellen Muth, acteur et animateur de télévision Robert Stack, avocat des droits de l'homme John Loftus, légendaire disc-jockey  Casey Kasem, UFC commentateur Joe Rogan et invités fréquents physicien Michio Kaku et SETI astronomes Seth Shostak et H. Paul Schuch, une personnalité du renseignement comme Donald S. Mcalvany.